# Elephantomyia brachyrhyncha
Elephantomyia brachyrhyncha är en tvåvingeart som beskrevs av Alexander 1947. Elephantomyia brachyrhyncha ingår i släktet Elephantomyia och familjen småharkrankar. Inga underarter finns listade i Catalogue of Life.